# Edraianthus
Die Pflanzengattung Edraianthus, deutsche Trivialnamen sind Büschelglocke oder Becherglocke, gehört zur Familie der Glockenblumengewächse (Campanulaceae).  Die etwa 20 Arten gedeihen in den Gebirgen Südosteuropas und in Italien.

## Beschreibung

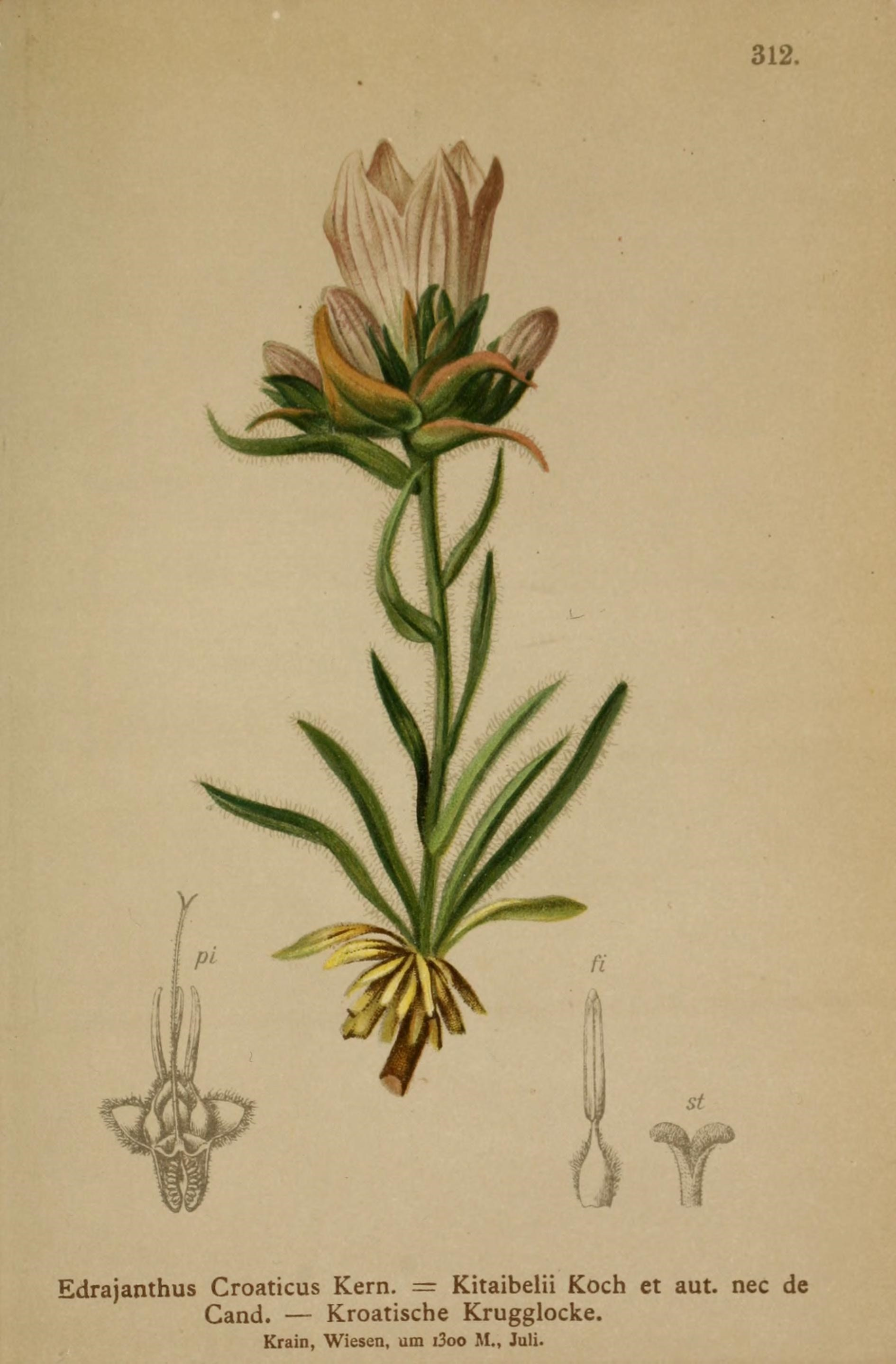
Illustration der Grasartigen Büschelglocke (Edraianthus graminifolius)

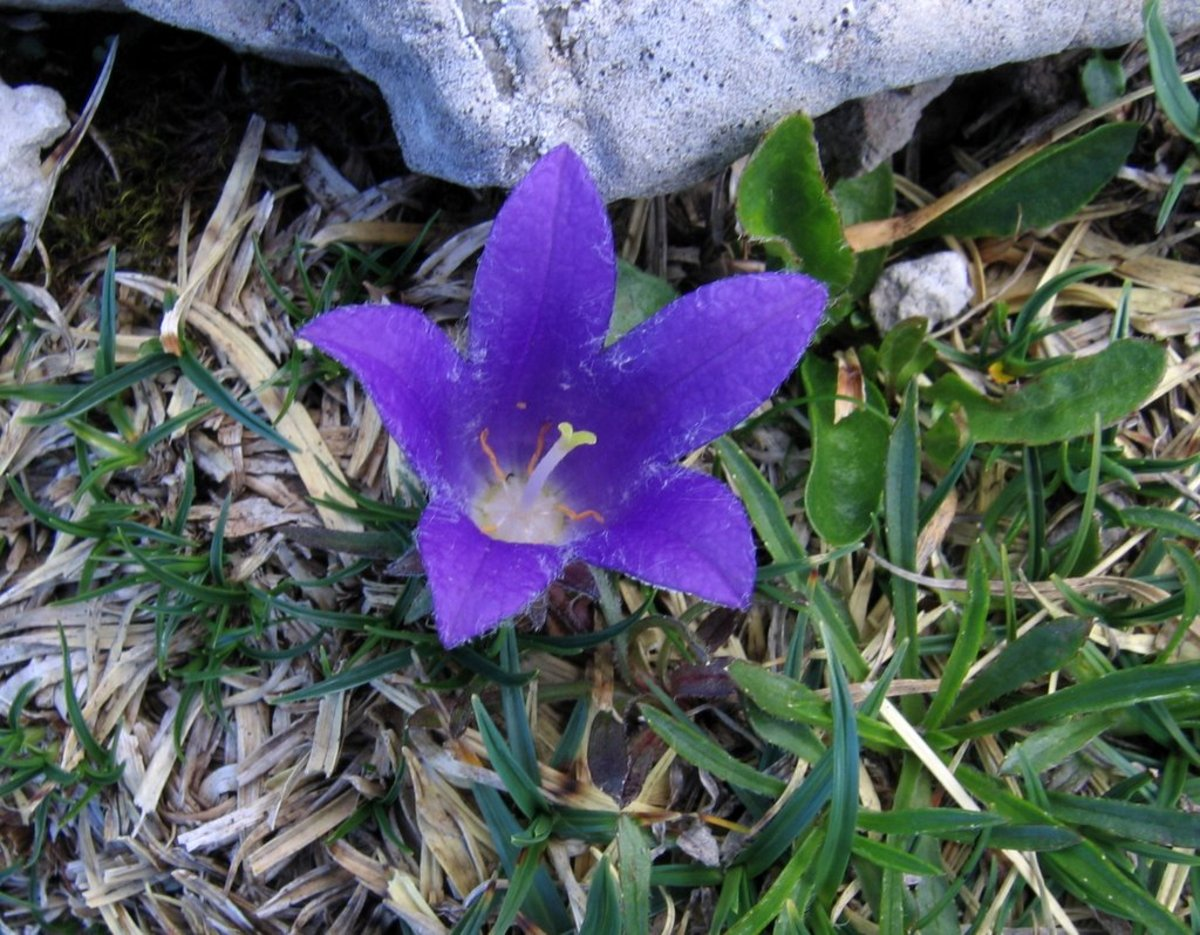
Radiärsymmetrische, fünfzählige Blüten im Detail, gut zu erkennen sind die zwei Griffeläste

### Erscheinungsbild und Blätter
Edraianthus-Arten wachsen als  ausdauernde krautige Pflanzen. Sie besitzen oft einen verholzten „Wurzelstock“. Sie sind niedrig und ihr Stängel je nach Art von nur 1 Zentimeter bis maximal 20 bis 25 Zentimeter lang. Die Laubblätter sind wechselständig am Stängel verteilt angeordnet. Die unteren Blätter sind meist gestielt, die oberen sitzend. Die Blattspreiten sind meist lineal, lineal-lanzettlich oder eilänglich und ganzrandig oder unregelmäßig gekerbt.

### Blüten und Früchte
Die Blüten stehen einzeln oder zu mehreren kopfig gehäuft und dann meist sitzend in der Achsel von Deckblättern, die etwa so lang oder kürzer als die Blüten sind. Die zwittrigen Blüten sind fünfzählig mit doppelter Blütenhülle. Der Kelch ist fünfzipflig, die Kelchzähne sind dreieckig-lanzettlich bis lineal-lanzettlich. Die Blütenkrone ist fünfzipflig und zylindrisch bis glockig, meist blauviolett; sie hat je nach Art eine Länge von 8 bis 35 Millimetern. Die fünf Staubblätter sind frei, ihre Basis ist meist etwa verbreitert. Der Fruchtknoten ist behaart oder kahl.
Der Unterschied zu den Glockenblumen-Arten (Campanula) besteht hauptsächlich darin, dass die Kapselfrüchte bei Edraianthus-Arten unregelmäßig an der Spitze aufspringen, während sie bei den Campanula-Arten mit Löchern oder Klappen aufspringen.

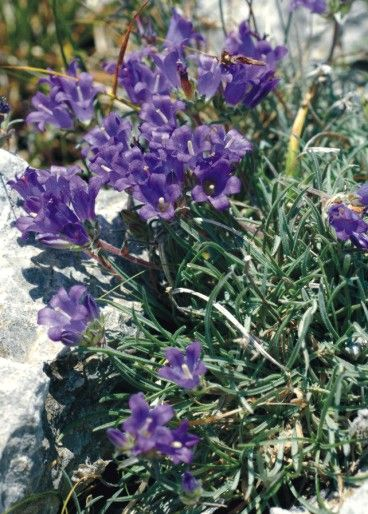
Edraianthus horvatii

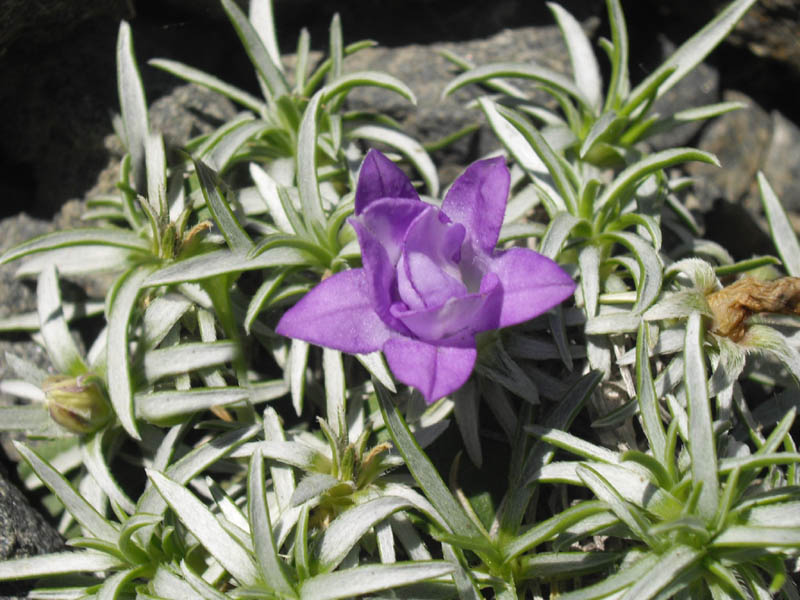
Edraianthus pumilio

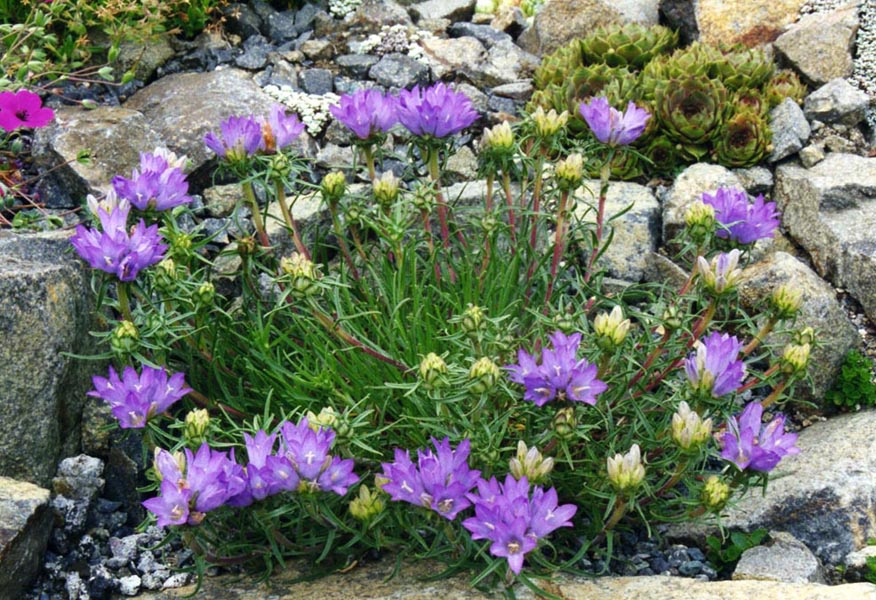
Edraianthus serbicus

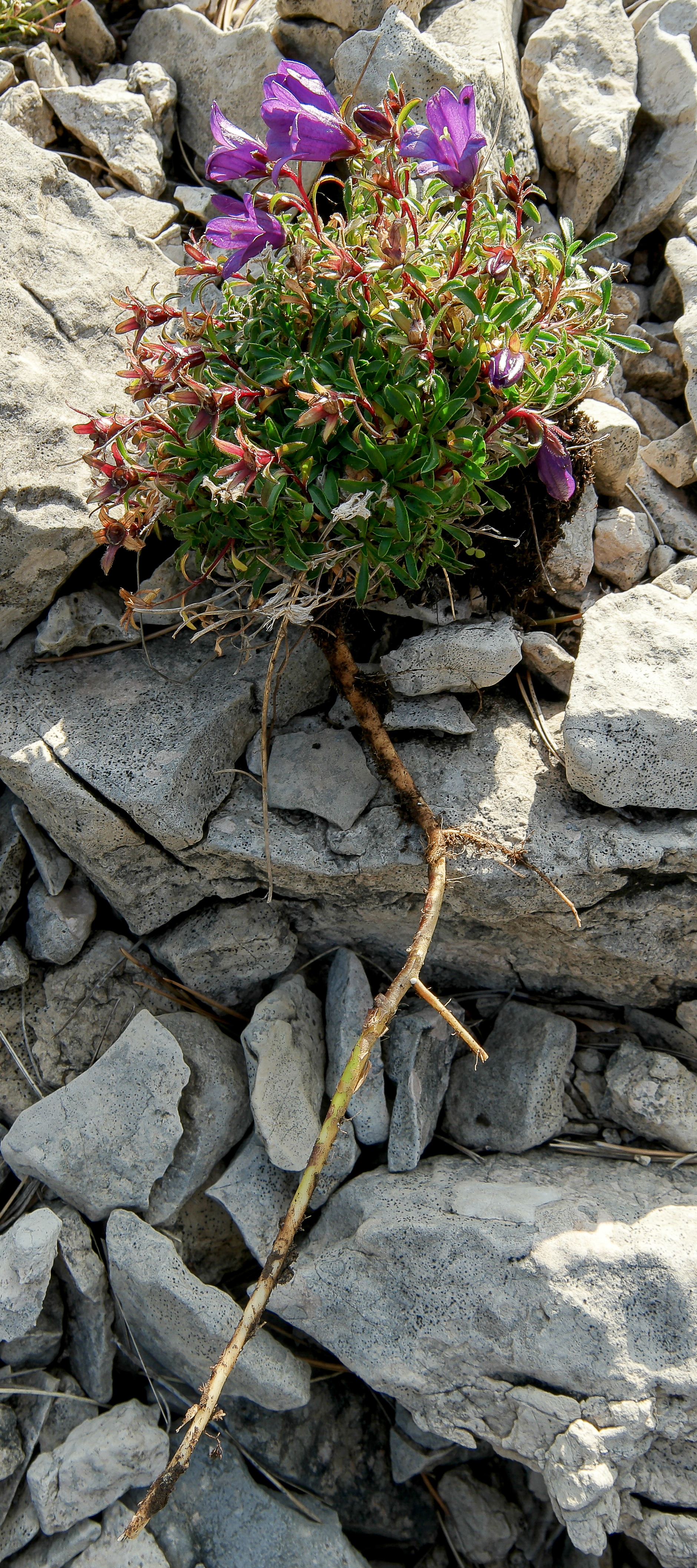
Polsterfömiger gedrungener Wuchs und dickes tief reichendes Rhizom bei Edraianthus serpyllifolius, am Naturstandort auf der Bijela gora, Opuvani do

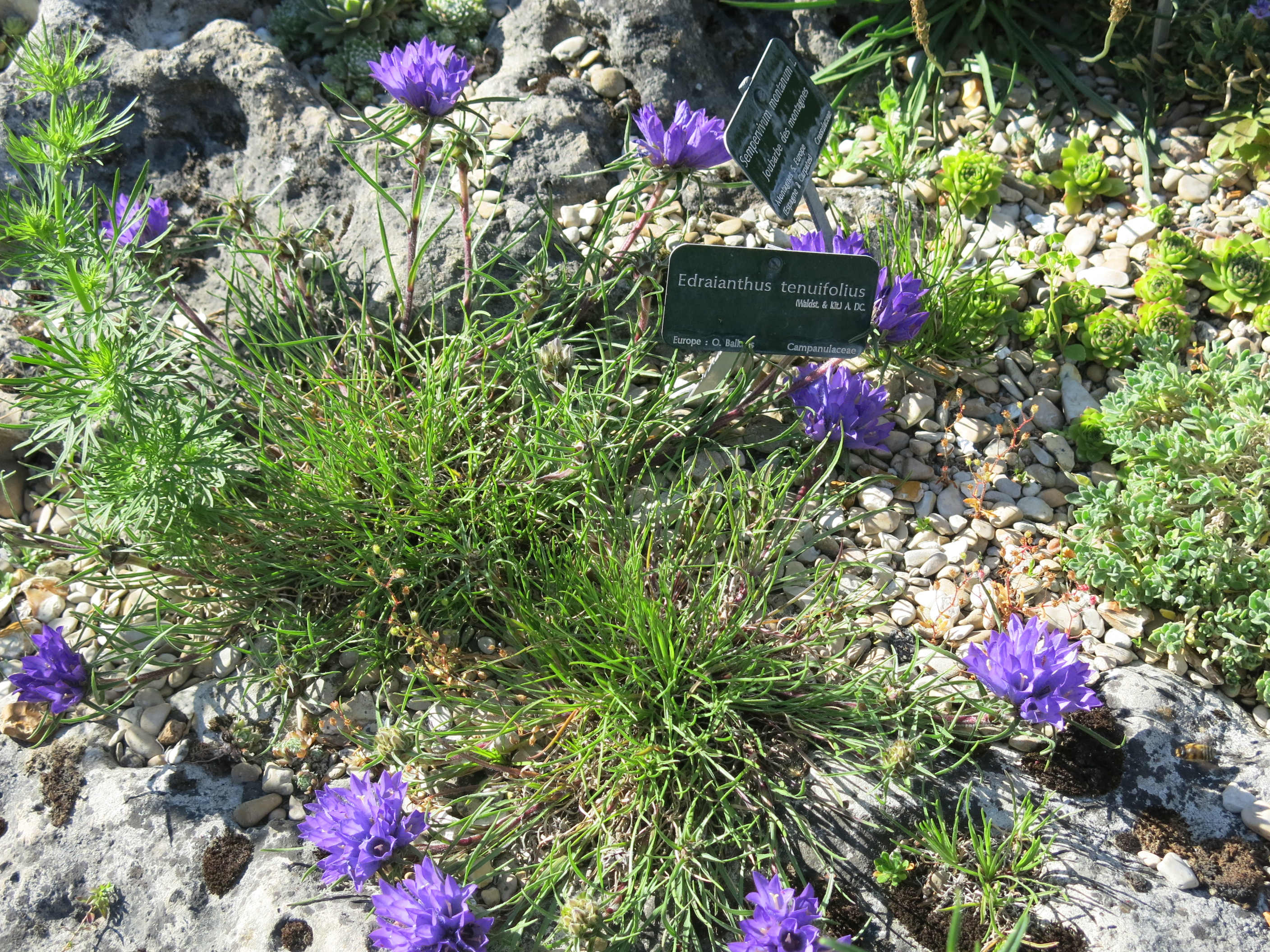
Edraianthus tenuifolius

## Systematik und Verbreitung
Die Gattung Edraianthus wurde 1839 von Alphonse Pyrame de Candolle im Werk von Carl Meissner: Plantarum vascularium genera ..., Seite 149 aufgestellt. Der wissenschaftliche Gattungsname Edraianthus setzt sich aus den griechischen Wörtern hedraios für sitzend und anthos für Blüte zusammen; bedeutet also „mit sitzenden Blüten“. Synonyme für Edraianthus A.DC. sind Hedranthus Rupr. sowie Hedraeanthus Griseb.
Edraianthus-Arten gedeihen auf kalkhaltigen Böden in felsigem Untergrund in den Gebirgen Südosteuropas, vor allem der Balkanhalbinsel, aber auch von Italien einschließlich Sizilien.
Es gibt etwa 20 Edraianthus-Arten:
- Edraianthus australis (Wettst.) Lakušic ex Greuter, Burdet & G.Long (Syn.: Edraianthus graminifolius var. australis Wettst.): Die Heimat ist Albanien und Griechenland.[1]
- Edraianthus caespitosus F.K.Mey.: Sie wurde 2011 aus Albanien erstbeschrieben.[1]
- Edraianthus canescens D.Lakušic, Niketic & Stevan.: Sie wurde 2013 aus Serbien erstbeschrieben.[1]
- Dalmatinische Büschelglocke (Edraianthus dalmaticus (A.DC.) A.DC., Syn.: Wahlenbergia dalmatica A.DC.) : Dieser Endemit gedeiht nur in den Dinarischen Alpen auf der nordwestlichen Balkanhalbinsel.[1]
- Edraianthus dinaricus (A.Kern.) Wettst. (Syn.: Campanula dinarica A.Kern.):  Sie ist ein Endemit des Mosor in Kroatien.[1]
- Edraianthus glisicii Cernjavski & Soska: Die Heimat ist Montenegro.[1]
- Grasartige Büschelglocke (Edraianthus graminifolius (L.) A.DC., Syn.: Campanula graminifolia L., Wahlenbergia graminifolia (L.) A.DC., Pilorea graminifolia (L.) Raf., Campanula graminifolia var. setifolia Vuk. nom. inval., Wahlenbergia kitaibelii A.DC., Edraianthus kitaibelii (A.DC.) A.DC., Edraianthus croaticus A.Kern., Campanula croatica (A.Kern.) A.Kern., Wahlenbergia croatica (A.Kern.) Vatke, Edraianthus siculus Strobl, Edraianthus graminifolius var. elatus Wettst., Edraianthus graminifolius var. pusillus Wettst., Edraianthus graminifolius var. siculus (Strobl) Nyman, Campanopsis graminifolia (L.) Kuntze, Campanopsis kitaibelii (A.DC.) Kuntze, Edraianthus montenegrinus Horák, Edraianthus graminifolius subsp. coeruleus Janch., Edraianthus graminifolius subsp. albanicus Degen & Kümmerle, Edraianthus graminifolius var. ginzbergeri (H.Lindb.) Hayek, Edraianthus albanicus (Degen & Kümmerle) Lakušic nom. inval., Edraianthus jugoslavicus Lakušic nom. inval., Edraianthus vesovicii Lakušic, Edraianthus zogovicii Lakušic, Edraianthus graminifolius subsp. siculus (Strobl) Lakušic, Protoedraianthus vesovicii (Lakušic) Lakušic nom. inval.). Ihre Verbreitung erstreckt sich in Südeuropa von Italien und Sizilien über das frühere Jugoslawien, Griechenland und Albanien bis Rumänien.[1]
- Edraianthus hercegovinus K.Malý: Es ist ein Endemit des Mt. Cvrsnica in Bosnien-Herzegowina.[1]
- Edraianthus horvatii Lakušic:  Die Heimat ist das südliche Mazedonien und das nördliche Griechenland.[1]
- Edraianthus ×intermedius Degen: Diese Hybride aus Edraianthus graminifolius × Edraianthus tenuifolius kommt im westlichen Kroatien vor.[1]
- Edraianthus ×lakusicii Stevan. & D.Lakušic: Diese Hybride aus Edraianthus tenuifolius × Edraianthus wettsteinii subsp. lovcenicus kommt in Montenegro vor.[1]
- Edraianthus ×murbeckii Wettst.: Diese Hybride aus Edraianthus graminifolius × Edraianthus serpyllifolius kommt in Bosnien-Herzegowina vor.[1]
- Edraianthus niveus Beck (Syn.: Edraianthus graminifolius subsp. niveus (G.Beck) Janchen): Dieser Endemit kommt nur im südlichen Bosnien-Herzegowina vor.[1]
- Edraianthus parnassicus (Boiss. & Spruner) Halácsy (Syn.: Campanula parnassica Boiss. & Spruner): Die Heimat ist Griechenland.[1]
- Edraianthus pilosulus (Beck) Surina & Lakušic (Syn.: Edraianthus serpyllifolius f. pilosulus Beck): Sie ist auf der nordwestlichen Balkanhalbinsel verbreitet.[1]
- Edraianthus pubescens F.K.Mey.: Sie wurde 2011 aus Albanien erstbeschrieben.[1]
- Edraianthus pulevicii Surina & Lakušic: Sie wurde 2009 aus Montenegro erstbeschrieben.[1]
- Zwerg-Büschelglocke (Edraianthus pumilio (Portenschl.) A.DC., Syn.: Campanula pumilio Portenschl. ex Schult.): Es ist ein Endemit des Biokovo-Gebirges in Kroatien.[1]
- Edraianthus serbicus (A.Kern.) Petrovic: Die Heimat ist das östlich-zentrale Serbien und das westlich-zentrale Bulgarien.[1]
- Edraianthus serpyllifolius (Vis.) A.DC. (Syn.: Campanula serpyllifolia Vis.):  Die Heimat ist Kroatien und das nördliche Albanien.[1] Der kältetolerante Edrainathus serpyllifolius besiedelt die höchsten Gipfel zwischen der Neretva und der Valbona.
- Edraianthus stankovicii (Lakušic) D.Lakusic & Surina: Dieser Endemit kommt nur im nordöstlichen Serbien vor.[1]
- Edraianthus sutjeskae Lakušic: Sie wurde 2010 aus dem nordwestlichen Serbien erstbeschrieben.[1]
- Edraianthus tarae Lakušic: Die Heimat ist Montenegro.[1]
- Edraianthus tenuifolius (A.DC.) A.DC. (Syn.: Wahlenbergia tenuifolia A.DC.): Sie kommt von Kroatien bis zum nördlichen Albanien vor.[1]
- Edraianthus wettsteinii Halácsy & Bald.: Es gibt zwei Unterarten:
  - Edraianthus wettsteinii subsp. lovcenicus E.Mayer & Blecic: Es ist ein Endemit des Lovćen-Gebirges im südlichen Montenegro.[1]
  - Edraianthus wettsteinii E.Mayer & Blecic subsp. wettsteinii: Sie kommt vom südwestlichen Montenegro bis zum nordwestlichen Albanien vor.[1]

Nicht mehr zur Gattung Edraianthus wird bei Lammers 2007 gerechnet :
- Edraianthus owerinianus (Rupr.) Boiss. → Muehlbergella oweriana (Rupr.) Feer[1]